# Bokeh press
Bokeh es un sello editorial asociado a Almenara press. Fue fundado por el escritor y crítico cubano Waldo Pérez Cino y tiene base en Leiden, Países Bajos. Si bien fue creado ya en 2012 en Amberes, su actividad se ha desarrollado principalmente desde inicios de 2015, una vez que la editorial se radicó en Leiden. Publica literatura (narrativa, poesía y ensayo) de autores iberoamericanos, y su catálogo está conformado sobre todo por títulos de autores cubanos contemporáneos, tanto de la diáspora como de la isla.
Con casi medio centenar de publicaciones hasta la fecha, en Bokeh han aparecido los últimos títulos de autores como Rolando Sánchez Mejías, Carlos A. Aguilera, Octavio Armand, Néstor Díaz de Villegas, Ena Lucía Portela, Waldo Pérez Cino, Gerardo Fernández Fe, Ernesto Hernández Busto, Legna Rodríguez Iglesias, Rito Ramón Aroche, Rogelio Saunders, Reina María Rodríguez o José Kozer, entre otros.